# Amy Orben

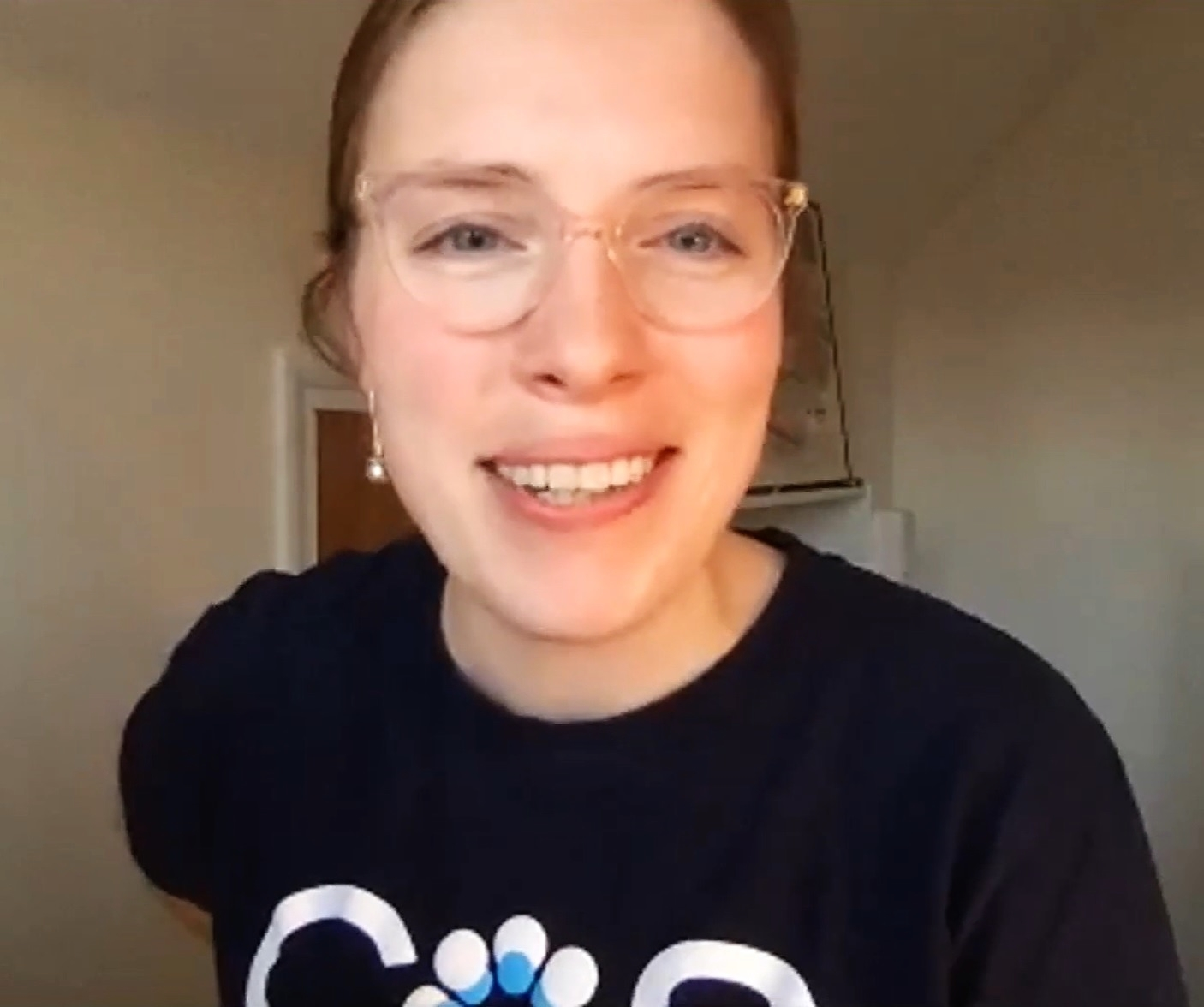
Amy Orben

Amy Orben (* ca. 1995) ist eine britische Experimentalpsychologin. Sie ist Fellow und Director of Studies am St John’s College der University of Cambridge und Gruppenleiterin an der Cognition and Brain Sciences Unit der University of Cambridge. In ihrer Forschung beschäftigt sie sich insbesondere mit der Frage, wie sich digitale Technologien auf die psychische Gesundheit von Heranwachsenden auswirken. Dabei untersucht sie die grundsätzlichen kognitiven, biologischen und sozialen Prozesse, die für diesen Zusammenhang verantwortlich sind, sowohl nicht-klinischen als auch in klinischen Populationen sowie die Bedeutung individueller Unterschiede dafür, ob sich ein Einfluss von digitalen Medien auf psychische Gesundheit oder umgekehrt ergibt.

## Werdegang und Forschungsschwerpunkte
Amy Orben studierte von 2012 bis 2015 Naturwissenschaften an der University of Cambridge und legte 2015 ihr Bachelorexamen in Experimenteller Psychologie ab. Danach ging sie ans Queen’s College in Oxford, wo sie in Experimentalpsychologie promovierte. In dieser Zeit nahm sie Forschungsaufenthalte an der Eberhard Karls Universität Tübingen und der Technischen Universität Eindhoven in den Niederlanden wahr. Nach der Promotion wurde sie Cambridge Research Fellow am Emmanuel College. Ab 2019 war sie Gruppenleiterin an der „Cognition and Brain Sciences Unit“ des Medical Research Council in Cambridge, wo menschliche Kognition und ihre Störungen erforscht werden, und später dort Programmleiterin. Seit 2023 ist sie außerdem Fellow und Director of Studies am St. John’s College der University of Cambridge.
Schon als Doktorandin kritisierte Amy Orben die Methoden von Forschenden, die aus Daten schlussfolgerten, dass Technologie allgemein und Nutzung sozialer Medien speziell eine negative Wirkung auf die psychische Gesundheit von Heranwachsenden haben. Dass sich beispielsweise die psychische Gesundheit Heranwachsender zugleich mit der Einführung sozialer Medien in den USA verschlechtert hat bzw. dass sich ein quantitativer Zusammenhang zwischen Nutzung von sozialen Medien und psychischer Gesundheit findet, kann auf verschiedenste Ursachen zurückgehen, etwa erhöhte Sensibilität und veränderte Diagnosekriterien. Zudem haben soziale Medien auch günstige Auswirkungen auf die Gesundheit. Fernerhin wurden zu beinahe allen neuen Medien (Radio, billige Romane, Comics, Fernsehen, Computerspiele etc.) zur Zeit ihres Aufkommen sehr ähnliche Befürchtungen geäußert, die mit dem Normalwerden der Nutzung dann verschwinden. Orben nennt dies den „Sisyphuskreislauf der Technologiepaniken“, wobei zu diesem Kreislauf seit einigen Jahren auch Untersuchungen aus der Psychologie bzw. Wissenschaft zählen, die oft nicht gut genug gemacht sind, um aus ihnen praktische Folgerungen abzuleiten.
Im Wesentlichen argumentiert Amy Orben, dass deutlich bessere Daten als bislang verfügbar benötigt werden, um kausale Schlussfolgerungen über den Zusammenhang von psychischer Gesundheit und sozialen Medien zu ziehen. Insbesondere die Nutzung von Selbstberichtsverfahren anstelle standardisierter Diagnosekriterien reduziert die Datenqualität. Seit Anfang 2025 leitet Amy Orben die erste Phase eines Forschungsprojekts, das die Basis für zukünftige Untersuchungen über die Auswirkungen der Nutzung von Smartphones und sozialen Medien auf Kinder legen soll. Das Projekt wurde vom britischen Ministerium für Wissenschaft, Innovation und Technologie in Auftrag gegeben, nachdem sich gezeigt hatte, dass es nicht genügend empirische Evidenz gibt, um politische Entscheidungen abzuleiten. Im Projekt soll zunächst einmal ermittelt werden, welche Forschungsmethoden und Datenquellen am besten geeignet sind, um potentielle kausale Zusammenhänge zwischen sozialen Medien, Smartphones und der Gesundheit und Entwicklung von Kindern und Jugendlichen zu ermitteln.
Amy Orben engagiert sich für Open Science, Wissenschaft, die ihre Ergebnisse, Daten und Prozeduren öffentlich für weitere Nutzung zur Verfügung stellt.

## Auszeichnungen (Auswahl)
- 2017 We Are The City Techwomen50 Award[10]
- 2019 British Psychological Society: Award for Outstanding Doctoral Research[11][12]
- 2020 Society for the Improvement of Psychological Science: Mission Award for ReproducibiliTea[13]
- 2021 British Neuroscience Association: Researcher Credibility Prize[14]
- 2021 Association for Child and Adolescent Mental Health: Digital Innovation Award (Nominee)[15]
- 2022 The Foundation for Science and Technology: Foundation Future Leader[16]
- 2023 Medical Research Council: Early Career Impact Prize[17]
- 2024 Association for Psychological Science: Rising Star[18]

## Ausgewählte Veröffentlichungen
- L. Fassi, K. Thomas, D. A. Parry, A. Leyland-Craggs, T. J. Ford, A. Orben: Social media use and internalising symptoms in clinical and community adolescent samples: A systematic review and meta-analysis. In: JAMA Pediatrics. Band 178, Nr. 8, 2024, S. 814–822.
- A. Ferguson, G. Turner, A. Orben: Social uncertainty in the digital world. In: Trends in Cognitive Sciences. Band 28, Nr. 4, 2024, S. 286–289.
- A. Orben, S.-J. Blakemore: How social media affects teen mental health: A missing link. In: Nature. Band 614, Nr. 7948, 2023, S. 410–412.
- A. Orben, A. K. Przybylski, S.-J. Blakemore, R. A. Kievit: Windows of developmental sensitivity to social media. In: Nature Communications. Band 13, Nr. 1, 2022, S. 1649.
- A. Orben: The Sisyphean Cycle of Technology Panics. In: Perspectives on Psychological Science. Band 15, Nr. 5, 2020, S. 1143-–157.
- A. Orben, T. Dienlin, A. K. Przybylski: Social media’s enduring effect on adolescent life satisfaction. In: Proceedings of the National Academy of Sciences of the United States of America. Band 116, Nr. 21, 2019, S. 10226–10228.
- A. Orben, A. K. Przybylski: Screens, teens, and psychological well-being: Evidence from three time-use-diary studies. In: Psychological Science. Band 30, Nr. 5, 2019, S. 682–696.
- A. Orben, A. K. Przybylski: The association between adolescent well-being and digital technology use. In: Nature Human Behaviour. Band 3, Nr. 2, 2019, S. 173–182.

## Belege
1. ↑  CV Amy Orben. amyorben.com, abgerufen am 21. Januar 2025 (englisch).
2. ↑  Dr Amy Orben appointed as-programme track leader scientist/. University of Cambridge, 28. Oktober 2021, abgerufen am 22. Januar 2025 (englisch).
3. ↑  Amy Orben. ORCID, abgerufen am 21. Januar 2025 (englisch).
4. ↑  https://www.scientificamerican.com/article/social-media-has-not-destroyed-a-generation/
5. ↑  In touch with their emotions and extremely online—here's what you need to know about Gen Z. In: Prospect Magazine. (englisch).
6. ↑  Amy Orben: Don't despair if your child is glued to a screen, it may be keeping them sane. The Guardian, 26. April 2020, abgerufen am 22. Januar 2025 (englisch).
7. ↑  Amy Orben: The Sisyphean Cycle of Technology Panics. In: Perspectives on Psychological Science. Band 15, Nr. 5, September 2020, ISSN 1745-6916, S. 1143–1157, doi:10.1177/1745691620919372, PMID 32603635, PMC 7477771 (freier Volltext) – (sagepub.com [abgerufen am 22. Januar 2025]).
8. ↑  Amy Orben: Teenagers, screens and social media: a narrative review of reviews and key studies. In: Social Psychiatry and Psychiatric Epidemiology. 55. Jahrgang, Nr. 4, 1. April 2020, ISSN 1433-9285, S. 407–414, doi:10.1007/s00127-019-01825-4, PMID 31925481 (englisch).
9. ↑  Cambridge researchers are leading the first phase of a new research project that will lay the groundwork for future studies into the impact on children of smartphone and social media use. University of Cambridge, abgerufen am 21. Januar 2025 (englisch).
10. ↑  TechWomen50 Awards: 2017 Winners. In: WeAreTechWomen - Supporting Women in Technology. Abgerufen am 30. Dezember 2021 (britisches Englisch).
11. ↑  Award for Outstanding Doctoral Research Contributions to Psychology. In: British Psychological Society. Abgerufen am 30. Dezember 2021 (englisch).
12. ↑  Amy Orben honoured. In: The Psychologist. British Psychological Society, abgerufen am 30. Dezember 2021 (englisch).
13. ↑  Awards. Abgerufen am 30. Dezember 2021 (amerikanisches Englisch).
14. ↑  Winners of the 2021 Credibility Prize. In: British Neuroscience Association. Abgerufen am 30. Dezember 2021 (englisch).
15. ↑  ACAMH Awards 2021 Results. In: ACAMH. 22. Oktober 2021, abgerufen am 30. Dezember 2021 (britisches Englisch).
16. ↑  Amy Orben. Future Leaders Fellows Development Network, abgerufen am 22. Januar 2025 (englisch).
17. ↑  MRC awards inaugural Impact Prizes. In: News. Medical Research Council, abgerufen am 15. März 2023 (englisch).
18. ↑  APS Rising Stars. Association for Psychological Science, abgerufen am 22. Januar 2025 (englisch).